# 慢慢來 (珍娜·傑克森歌曲)
《慢慢來》（英語：Let's Wait Awhile）是非裔美国人女歌手珍娜·傑克森在1987年1月發行的單曲，這首單曲在告示牌單曲榜獲得第2名，在英國單曲榜獲得第3名。

## 資料

### 單曲簡介
〈慢慢來〉為珍娜·傑克森第三張個人錄音室專輯《控制》（英語：Control）中所推出的第五首單曲，珍娜·傑克森本人也參與了這首單曲的詞曲創作與製作。《控制》一共收錄九首歌曲，其中舞曲就佔了七首，〈慢慢來〉是專輯為數不多的抒情歌曲。〈慢慢來〉的歌詞具有正面教化意義，它告訴女孩子要懂得保護自己，當妳的愛人想要跟妳發展更進一步關係時，記得如歌名一樣慢慢來。全球在1981年發現首宗愛滋病案例後，曾經這個被視為無藥可醫的絕症一度造成人類的恐慌，珍娜·傑克森希望藉著〈慢慢來〉這首歌曲呼籲大家要小心預防愛滋病毒。

### 商業成績
〈慢慢來〉為專輯《控制》中所推出的第五首單曲，前四首單曲分別為《看你做的好事》（美第4名，英第3名）、《下流》（美第3名，英第19名）、〈每當想起你〉（美兩週冠軍，英第10名）和〈控制〉（美第5名，英第42名）。〈慢慢來〉在1987年1月17日進入告示牌單曲榜，首週成績為第75名，這首單曲在進榜後成績穩定向上攀升，3月21日來到它最高名次第2名，成為珍娜·傑克森首支全美亞軍單曲，這首單曲在榜內共停留了19週，在1987年告示牌年終百大單曲中位居第48名。雖然〈慢慢來〉未能在流行類單曲榜奪冠，但它獲得了節奏藍調單曲榜一週冠軍，成為這張專輯中第四首節奏藍調冠軍單曲。
〈慢慢來〉在英國單曲榜成績不俗，獲得第3名的成績。

### 獎項評價紀錄
〈慢慢來〉在告示牌拿下第2名的成績，成為專輯《控制》第五首TOP 5單曲，締造了女藝人的新紀錄。雖然在三個月後被瑪丹娜的《忠實者》追平，但此紀錄最終還是回到珍娜·傑克森手上，她的下一張專輯《節奏國度》擁有七首TOP 5單曲。